# Municipio de Brookfield (Illinois)
El municipio de Brookfield (en inglés: Brookfield Township) es un municipio ubicado en el condado de LaSalle en el estado estadounidense de Illinois. En el año 2010 tenía una población de 1060 habitantes y una densidad poblacional de 8,6 personas por km².

## Geografía
El municipio de Brookfield se encuentra ubicado en las coordenadas 41°15′20″N 88°39′12″O / 41.25556, -88.65333. Según la Oficina del Censo de los Estados Unidos, el municipio tiene una superficie total de 123.29 km², de la cual 114,71 km² corresponden a tierra firme y (6,96 %) 8,58 km² es agua.

## Demografía
Según el censo de 2010, había 1060 personas residiendo en el municipio de Brookfield. La densidad de población era de 8,6 hab./km². De los 1060 habitantes, el municipio de Brookfield estaba compuesto por el 95,38 % blancos, el 0,85 % eran afroamericanos, el 0,19 % eran amerindios, el 0,28 % eran asiáticos, el 1,6 % eran de otras razas y el 1,7 % eran de una mezcla de razas. Del total de la población el 4,43 % eran hispanos o latinos de cualquier raza.